# Tor Books
Tor Books — одно из двух основных издательств, входящих в состав издательского конгломерата Tom Doherty Associates, LLC Тома Дохерти. Основное направление компании — выпуск книг в жанре научной фантастики и фэнтези. Также Tor Books выпускает научно-фантастический онлайн-журнал Tor.com. Штаб-квартира издательства расположена в небоскрёбе Флэтайрон на Манхэттене, а для работы с европейскими авторами в Великобритании был создан филиал Tor UK.

## История
Издательство Tor Books было основано Томом Дохерти в 1980 году и продано компании St. Martin’s Press в 1986 году. В 2001 году Macmillan Publishers и её дочерняя компания St. Martin’s Press стали частью немецкой издательской группы Georg von Holtzbrinck, расширяющей свои интересы на американском рынке. Tor Books, таким образом, вошли в состав одного из крупнейших мировых издательских конгломератов, сохранив, при этом, некоторую независимость.
В настоящее время, Том Дохерти продолжает оставаться президентом объединения Tom Doherty Associates, в которое входят импринты Tor Books и Forge. Forge публикует различные фантастические произведения, исторические новеллы, триллеры, вестерны, а также мистику и классику. Tor Books, помимо фантастики, занимается также изданием книг для юных читателей, используя для этого импринты Starscape и Tor Teen.
Tor UK, импринт в Великобритании, также специализируется на научной фантастике, фэнтези и хоррорах. Для детей и подростков Tor UK выпускает произведения, основанные на вселенных из компьютерных игр. В Tor UK действует открытая политика отправки рукописей, позволяющая любому автору прислать своё произведение в издательство и попробовать опубликовать свою собственную книгу. Многие писатели Tor UK получили престижные литературные премии, а среди грандов можно выделить таких авторов, как Дугласа Адамса, Чайну Мьевиль, Джеймса Герберта и Аманду Хокинг.

## Электронные книги
Большинство книг издательства доступны для покупки в электронном виде. С 2012 года они продаются без DRM-защиты, а в 2013 году было сделано заявление, что отсутствие защиты никак не повлияло на статистику продаж.

## Награды
С 1988 года, 26 лет подряд, Tor Books получает награду как лучшее издательство по итогам голосования читателей журнала Locus. На сайте журнала издательство описывается как «самый успешный издатель научно-фантастических и фэнтезийных книг».
В марте 2014 года веб-сайт Worlds Without Ends отметил, что Tor занимает вторую строчку в списке издательств, получивших наибольшее количество наград и публикующих научную-фантастику, фэнтези и хоррор. На 27 июля 2014 года издательство опубликовало 1050 романов от 253 авторов и из 335 номинаций на книжные премии, победа была достигнута в 55. Пять раз авторы Tor Books становились обладателями премии «Небьюла» за лучший роман и восемь раз — обладателями премии «Хьюго».